# Лім Джон Сім (борчиня)
Лім Джон Сім (кор. 림종심; нар. 25 квітня 1994) — північнокорейська борчиня вільного стилю, срібна призерка чемпіонату Азії, бронзова призерка Азійських ігор.

## Спортивні результати на міжнародних змаганнях

### Виступи на Чемпіонатах світу
| Змагання                        | Збірна         | Вагова категорія          | Місце |
| ------------------------------- | -------------- | ------------------------- | ----- |
| Чемпіонат світу з боротьби 2019 | Північна Корея | жіноча боротьба, до 62 кг | 5     |

### Виступи на Чемпіонатах Азії
| Змагання                       | Збірна         | Вагова категорія          | Місце  |
| ------------------------------ | -------------- | ------------------------- | ------ |
| Чемпіонат Азії з боротьби 2016 | Північна Корея | жіноча боротьба, до 63 кг | Срібло |

### Виступи на Азійських іграх
| Змагання           | Збірна         | Вагова категорія          | Місце  |
| ------------------ | -------------- | ------------------------- | ------ |
| Азійські ігри 2018 | Північна Корея | жіноча боротьба, до 62 кг | Бронза |

### Виступи на інших змаганнях
| Змагання                         | Збірна         | Вагова категорія          | Місце |
| -------------------------------- | -------------- | ------------------------- | ----- |
| Золотий Гран-прі з боротьби 2016 | Північна Корея | жіноча боротьба, до 63 кг | 5     |